# Association olympique de la Barbade
Le Comité olympique de la Barbade (en anglais, Barbados Olympic Association) est le comité national olympique de la Barbade, fondé en 1955 à Saint Michael.